# Uma Aaltonen
Ulla-Maija «Uma» Aaltonen (Vihti, 28 de agosto de 1940-Helsinki, 13 de julio de 2009) fue una escritora y periodista finlandesa, política de Liga Verde.

## Biografía
Aaltonen se crio en una granja y aprendió desde pequeña a amar a los animales. Estudió periodismo, sociología y psicología en la Universidad de Tampere.
Como periodista, tenía especial interés por cuestiones relacionadas con la crueldad hacia las criaturas y hacia los animales. Posteriormente tuvo su propia granja. Aaltonen dedicó muchos años a defender que instalaran una estatua en Seinajoki para recordar a los caballos de guerra. El monumento se inauguró en 1996.
Aaltonen le diagnosticaron esclerosis múltiple en 1993. Falleció repentinamente el 13 de julio de 2009 y está enterrada en el cementerio de Hietaniemi en Helsinki.

### Trayectoria profesional
Aaltonen trabajó como periodista en Yleisradio y colaboró con la revista Anna. Escribió libros para personas jóvenes sobre educación sexual y sobre crueldad animal.
En 1994 fue responsable de la campaña presidencial de Elisabeth Rehn candidata del Partido Popular Sueco de Finlandia.
Aaltonen estuvo en el Parlamento Europeo entre 2003 y 2004 en representación del Grupo de los Verdes, después de que su compañera política del Partido Verde, Heidi Hautala, regresara al Parlamento finlandés. Durante su mandato, Aaltonen fue una abierta defensora de pacientes con Esclerosis Múltiple (EM). En diciembre de 2003 expuso en el Parlamento Europeo las preocupaciones relacionadas con la discriminación contra las personas con EM en la Unión Europea.
En otoño de 2008, Aaltonen fue elegida para el Consejo Municipal de Vihti.